# الصفحة الثانية
الصفحة الثانية هي ثانٍ أسطوانة مطولة لفرقة توايس، تم إصدار الألبوم رقميًا وجسديًا في 25 أبريل 2016 بواسطة جاي واي بي إنترتينمنت وتوزيعه بواسطة جيني ميوزيك. يحتوي على سبعة أغاني، بما في ذلك الأغنية الرئيسية «ابتهج».  حصلت الصفحة الثانية على أكبر مبيعات في الأسبوع الأول من بين جميع إصدارات فرق الفتيات الكيبوب في عام 2016.

تم تأليف «ابتهج» بواسطة Black Eyed Pilseung وهي أغنية مزيج من عدة أنواع مختلفة. أصبح الفيديو الموسيقي المصاحب للأغنية ، الذي يقلدون فيه الأعضاء شخصيات من أفلام مشهورة ، منتشرًا على منصة اليوتيوب بعد فترة وجيزة من الإصدار ، حيث وصل إلى سبعة ملايين مشاهدة في يومين.

## الاداء التجاري

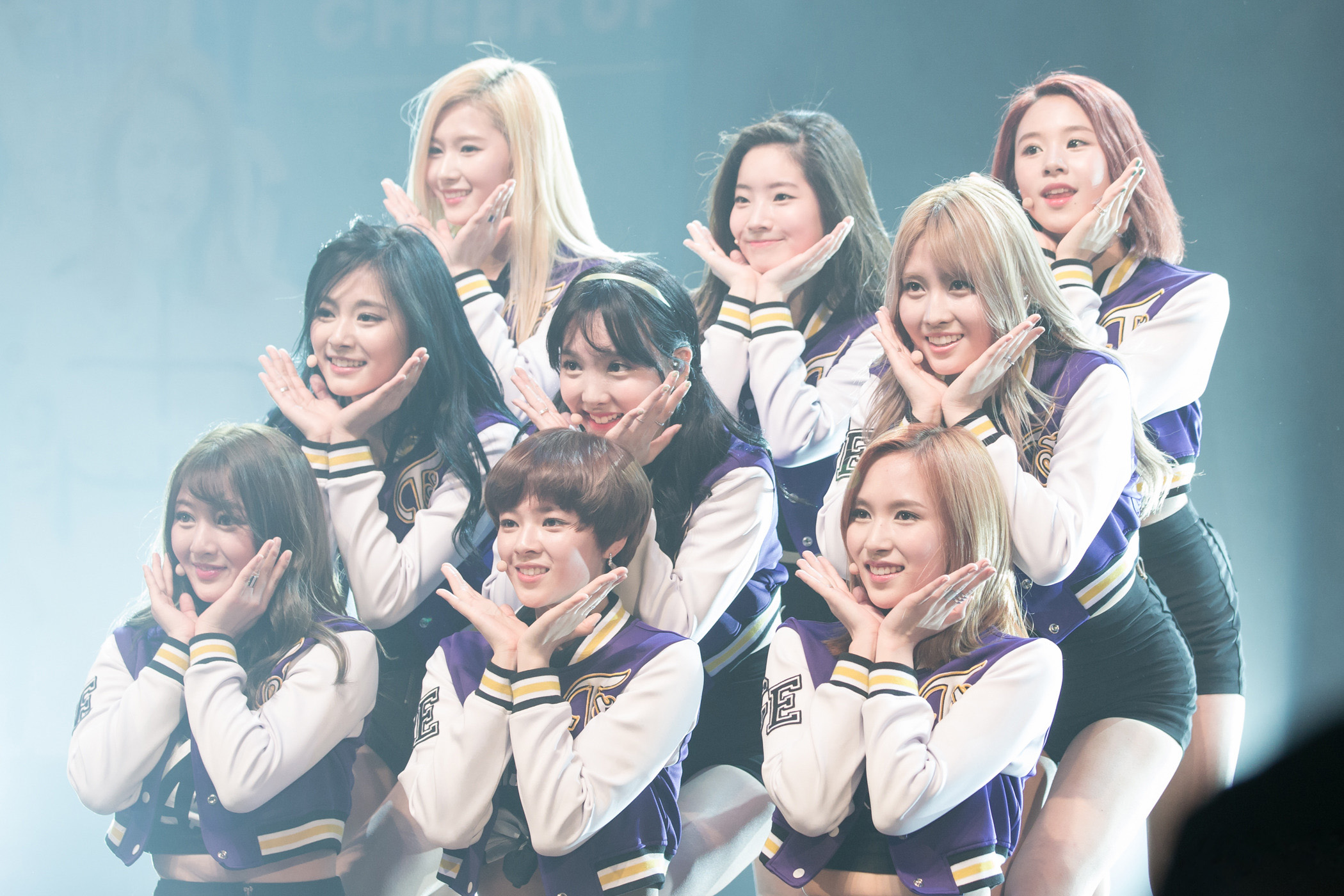
توايس اثناء اداءهم لأغنية "ابتهج" في حدث خاص للألبوم

ظهرت الصفحة الثانية لأول مرة في المرتبة الثانية على مخطط غاون والرقم ستة على مخطط ألبومات Billboard World ،حيث تم بيع 80،686 وحدة خلال شهر أبريل. يمتلك الألبوم أعلى عدد مبيعات في الأسبوع الأول لفرقة فتيات كي-بوب في عام 2016 ، وفقًا لممثلي وكالة JYP ، تم بيع الطلب المسبق للألبوم وحدة 30.000 من ألالبوم الإصدار المحدود قبل إصداره الرسمي.، بحلول سبتمبر ، باع الألبوم أكثر من 150،000 وحدة.
أداء الأغاني من الألبوم في المخططات جيد أيضًا. ظهرن «ابتهج» في المرتبة الأولى على مخطط غاون والمرتبة الثالثة في مخطط مبيعات الأغنية الرقمية،  ظهرن «الحب الثمين» و «هبوط» أيضًا على مخطط غاون الرقمي ، بالمرتبة 73 و 86 على التوالي.

## الأغاني
| 1. | "Cheer Up"                                        | 3:28 |
| 2. | "Precious Love" (소중한 사랑; Sojunghan Sarang)   | 3:51 |
| 3. | "Touchdown"                                       | 3:23 |
| 4. | "Tuk Tok" (툭하면 톡; Tukhamyeon Tok)             | 3:17 |
| 5. | "Woohoo"                                          | 3:22 |
| 6. | "My Headphones On" (Headphone 써; Headphone Sseo) | 3:17 |

| 7. | "I'm Gonna Be a Star" | 3:18 |

| 1. | "Cheer Up" (Music Video)                              |  |
| 2. | "Cheer Up" (Teaser 1)                                 |  |
| 3. | "Cheer Up" (Teaser 2)                                 |  |
| 4. | "Cheer Up" (Teaser 3)                                 |  |
| 5. | "Cheer Up" (Teaser 4)                                 |  |
| 6. | "Cheer Up" (Music Video Teaser 1)                     |  |
| 7. | "Cheer Up" (Music Video Teaser 2)                     |  |
| 8. | "Special Interview" (Special Interview for Thai fans) |  |